# هلوگرامی برای پادشاه (فیلم)
«هولوگرامی برای پادشاه» (انگلیسی: A Hologram for the King) یک فیلم سینمایی آمریکایی در سبک درام و کمدی به کارگردانی تام تیکور است. این فیلم از روی داستان رُمانی که در سال ۲۰۱۲ منتشر شد، ساخته شده است.

## لوکیشن
این فیلم در مراکش، غردقه در مصر، برلین و پوتسدام در آلمان فیلمبرداری شده است.